# Гадяцька міська рада
Га́дяцька міська́ ра́да — орган місцевого самоврядування в Полтавській області. Адміністративний центр — місто обласного значення Гадяч. 19 вересня 2019 року утворено Гадяцьку об'єднану територіальну громаду до складу якої увійшло місто обласного значення Гадяч і Біленченківська сільська рада (з 19.09.2019 - Біленченківський старостинський округ).

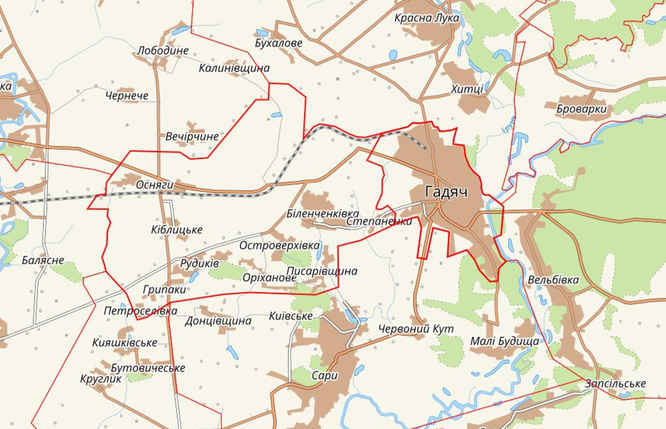

## Загальні відомості
- Гадяцька міська рада (як місто обласного значення) утворена в 1917 (2015) році.
- Територія ради: 72,48 км²
- Населення ради: 24 954 осіб (станом на 2001 рік)
- Міське населення: 23790
- Сільське населення: 1164
- Територією ради протікають річки Псел, Грунь.

## Населені пункти
Міській раді підпорядковані населені пункти:
- м. Гадяч
- Біленченківський старостинський округ
  - село Біленченківка
  - село Грипаки
  - село Кіблицьке
  - село Оріханове
  - село Осняги
  - село Островерхівка
  - село Петроселівка
  - село Писарівщина
  - село Рудиків
  - село Степаненки

## Склад ради
Рада складається з 26 депутатів та голови.

## Голова ради

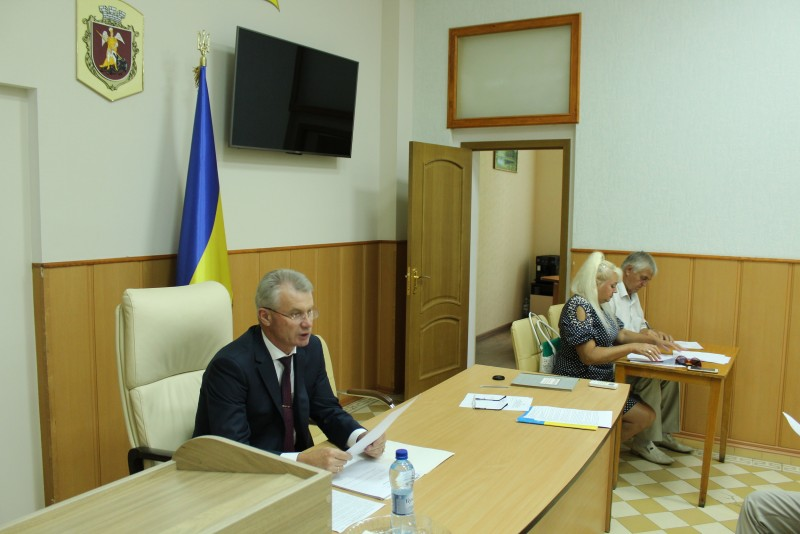

Нестеренко Володимир Олександрович

### Біографія
1963 року народження. Одружений, має доньку.
Освіта – вища – Полтавський інженерно-будівельний інститут.
Трудова діяльність:
1990-2000 працював виконробом в ВАТ «Гадяцька ПМК-66».
В червні 2000 року був обраний головою правління ВАТ «Гадяцька ПМК-66».
3 2003 року - директор ДП «Атекс»,
3 2007 року – директор ПП «Будівельник».
3 листопада 2010 року – перший заступник міського голови.
Міським головою обраний в жовтні 2015 року.
Володимир Олександрович є повним кавалером ордена «За заслуги»:
Указом Президента України №1094/2011 від 01.12.2011 нагороджений орденом "За заслуги" ІІІ ступеня;
Указом Президента України №683/2015 від 07.12.2015 нагороджений орденом "За заслуги" ІІ ступеня;
Указом Президента України № 14/2019 від 22.01.2019 нагороджений орденом "За заслуги" І ступеня.

## Посадові особи виконавчого комітету міської ради
Дроботя Геннадій Миколайович – перший заступник міського голови.
Сафонов Григорій Володимирович – секретар міської ради.
Верещака Тетяна Іванівна – керуюча справами виконавчого комітету міської ради.
Нікітенко Сергій Олександрович - Виконувач обов'язків старости Біленченківського старостинського окуругу
Куришко Світлана Іванівна – начальник відділу організаційної та кадрової роботи
Максименко Петро Іванович – начальник юридичного відділу
Бахмацька Анна Валеріївна – начальник відділу з питань державної реєстрації
Степаненко Олена Володимирівна - адміністратор Центру надання адміністративних послуг.
Галушка Інна Олександрівна – начальник відділу економічного розвитку та інвестицій
Москаленко Яна Миколаївна – начальник відділу фінансово-господарського забезпечення
Шпірна Сергій Васильович – начальник відділу державного архітектурно-будівельного контролю виконавчого комітету міської ради
Кувшинова Катерина Григорівна – начальник відділу культури і туризму міської ради
Ільїна Леся Станіславівна – завідувач сектору реєстрації місця проживання та зняття з реєстрації місця проживання фізичних осіб за місцем проживання
Бакута Володимир Петрович – завідувач сектору земельних ресурсів
Олексієнко Людмила Григорівна – завідувач сектору комунальної власності

## Список депутатів Гадяцької міської ради сьомого скликання 2015-2020 років
| № округу | П.І.Б.                             | Межі округу |
| -------- | ---------------------------------- | --- |
| 1.       | Саченко Алла Володимирівна         | вул. Гетьманська: буд.26А-62; вул.Терешкової. |
| 2.       | Боцула Олександр Миколайович       | вул. Воровського, вул. Полтавська буд. 17,27; пл. Миру |
| 3.       | Біляк Віталій Олександрович        | вул. С.Білохи № 16-177; вул. Набережна Грунь; вул. Набережна Псла; пров. 1-ий Груньський; пров. 2-й Груньський; вул.Корзуна. |
| 4.       | Боцула Олег Анатолійович           | вул. Гетьманська буд. 3-26; вул.Чапаєва; вул. Кооперативна, пров. Сумський; пров. Панфілова; пров. Чапаєва; пров. 3-й Груньський; пров. Пролетарський; пл.Піонерська; пл. Соборна; пров. Бригадний; пров. Виноградний; пров. Гончарний; пров. Горний; пров. Піонерський; пров. Корзуна |
| 5.       | Будник Олена Володимирівна         | вул. Шевченка: буд.1-34; вул. Замкова; вул. Владка; вул. Українки Лесі |
| 6.       | Мотрич Валерій Дмитрович           | вул. Шевченка буд. 36-44; вул. Садова; вул. Степаненка: буд. 1-11, 13, 15, 17, 19; вул. Фрунзе; вул.Ярова; пров. Космодем’янської; пров.Кошового; пров. Лермонтова; пров.Садовий; пров. Некрасова; вул. Підгір’я Псла; пров. Кірова |
| 7.       | Гузь Анатолій Степанович 3-27-91   | вул. Малобудищанська; вул. Першотравнева;вул.Санаторна; вул. Устинова; вул.Ватутіна; пров. Тельмана; вул. С.Козаченко; вул. Красна Гірка; пл. Алтер Ребе, пров. Островського |
| 8.       | Рубан Тетяна Петрівна              | вул. Перевальна; вул. Степаненка: буд: 12, 12А, 14, 16, 18, 20-88А; пров. Володарського; пров. Степаненко; пров. Яблуневий, вул. Волгоградська:буд.38-134; вул. Коцюбинського: буд. 19-73; пров. Заярський; пров. Перемоги; вул. Спортивна; вул. Осипенко: буд. 1-6; пров. Жовтневий |
| 9.       | Кулик Катерина Панасівна           | вул. Горького; вул. Жовтнева, вул. Островського; вул. Пушкіна; вул. Полтавська: буд. 130-152; вул. Тельмана: буд. 129-259; пров. Першотравневий |
| 10.      | Литвиновський Геннадій Миколайович | вул. Волгоградська: буд. 4-37; вул. Полтавська: буд. 60А-129 |
| 11.      | Гусаренко Віта Олексіївна          | пров. Тімірязева; вул. Осипенко: буд.7-45; вул. Тельмана буд. 55-129; пров. Веселий; пров. Весняний; пров. Вишневий; пров.Коцюбинського, пров. Обривний; пров. Тракторний; пров. Чехова; пров. Чкалова; пров. 1-й Заводський; пров. 2-й Заводський; пров. 1-й Польовий; пров. 2-й Польовий; пров. 3-й Польовий, пров. 1-й Червоний; пров. 2-й Червоний; пров. 2-й Волгоградський; вул. Заводська; вул. Полтавська:буд.48,49,50,51,52,53, 54,55,57,58,59,60; вул. Будька:буд. 1-20 |
| 12.      | Божко Людмила Федосіївна           | вул. Драгоманова: буд.11-39 |
| 13.      | Кузьменко Олександр Федорович      | вул. Драгоманова: буд.1-10; вул. Тімірязєва; пров. Маяковського; пров. Матросова; вул. Тельмана: буд.36-54; вул. Полтавська: буд. 39,43; пров. Драгоманова; вул. Коцюбинського: буд.1-18; вул. Радянська; пров. 1-й Волгоградський; вул. Духова:буд. 47-69. |
| 14.      | Губський Василь Васильович         | вул. Гагаріна:буд.76А-136; вул.Дружби; вул. Прокоповича; пров.Прокоповича |
| 15.      | Литвиновський Сергій Миколайович   | вул. Тельмана: буд. 24А-35; вул. Будька: буд. 2-43; вул. Олени Пчілки; вул. Духова: буд. 17-46; вул. Гагаріна: буд. 39 Б-76; вул. Тельмана: буд. 20, 20А |
| 16.      | Сафонов Григорій Володимирович     | вул. Карла Маркса: буд. 27-45, вул. Тельмана: буд. 13-19, 20Б-24 |
| 17.      | Підгайний Іван Олексійович         | вул. Андрієвського; вул. Молодіжна; вул. Миру; вул. Ентузіастів; вул. Незалежності; вул. Степова; вул. Ставкова; пров. Сонячний; пров. Базарний; вул. Гагаріна: буд. 1-39А; тупік Лохвицький; пров. Лохвицький;пров. Шкільний; вул. Тельмана: буд. 1-7, 9-11 |
| 18.      | Вірченко Микола Михайлович         | вул. Швидкого: буд.1-9 |
| 19.      | Донос Володимир Михайлович         | вул. Швидкого буд. 11; пров. Академіка Павлова; вул. Академіка Павлова; вул. Тельмана: буд.8,12,12А; вул. Карла Маркса: буд.1-26А |
| 20.      | Гречка Ганна Миколаївна            | вул. Полтавська: буд. 23,41,44,45,56. |
| 21.      | Власенко Микола Олексійович        | вул. Полтавська: буд. 13,17А,18А, 18Б, 19, 20, 21, 24, 26, 28-38; пров. 1-й Банний; пров. 2-й Банний |
| 22.      | Ільяшенко Олександр Іванович       | вул. Кіндратенко;вул.Комсомольська; вул. Крупської: буд. 1-3; вул. Мирного Панаса; пров. Дзержинського; пров.Кіндратенка; пров. Короленка; пров.Луначарського; тупік Гоголя; вул. Калініна: буд. 1-4 |
| 23.      | Голуб Людмила Борисівна            | вул. Вокзальна: буд.23-111; вул.Енгельса; пров. Енгельса; пров.Дачний, пров. Дальній; пров. Русанівський; вул. Дзержинського; пров. Гайдара; вул. Комарова; вул. Крупської: буд.4-72 |
| 24.      | Лепський Михайло Михайлович        | вул. Свердлова; вул. Щорса; вул. Засядька; пров. Котовського; пров. Свердлова; пров. Щорса; вул. Ломоносова; вул. Вокзальна: буд.1-22; вул. Котляревського, пров.Залізничний; вул. Толстого; вул. Кобилянської: буд. 1-30. |
| 25.      | Клочан Олексій Митрофанович        | вул. Героїв Майдану; пров.Тітова; вул. Паризької Комуни; вул. Калініна: буд. 5-49; пров. Хмельницького; вул. Тітова; вул. Мічуріна; вул. Ляскіна. |
| 26.      | Боцула Валентина Олександрівна     | вул. Лохвицька; вул. Франка; вул. Кобилянської: буд. 31-68; вул. Сергія Білохи: буд.1-15; вул. Полтавська: буд. 2-12,14,18. |

## Перелік постійних комісій Гадяцької міської ради сьомого скликання 2015-2020 р.р.
1. З питань бюджету, фінансів і цін, соціально-економічного розвитку, підприємництва
1. Боцула Олег Анатолійович,
2. Литвиновський Геннадій Миколайович,
3. Гусаренко Віта Олексіївна,
4. Рубан Тетяна Петрівна,
5. Вірченко Микола Михайлович.
2. З питань регламенту, депутатської діяльності та етики, забезпечення законності та правопорядку, зв`язків із засобами масової інформації
1. Саченко Алла Володимирівна,
2. Кулик Катерина Панасівна,
3. Гузь Анатолій Степанович,
4. Гречка Ганна Миколаївна,
5. Боцула Валентина Олександрівна.
3. З питань соціального захисту населення, охорони здоров’я, освіти, культури, молодіжної політики, спорту та туризму
1. Лепський Михайло Михайлович,
2. Донос Володимир Михайлович,
3. Клочан Олексій Митрофанович,
4. Будник Олена Володимирівна,
5. Божко Людмила Федосіївна.
4. З питань промисловості, приватизації, земельних ресурсів та екології
1. Мотрич Валерій Дмитрович,
2. Підгайний Іван Олексійович,
3. Боцула Олександр Миколайович,
4. Губський Василь Васильович,
5. Литвиновський Сергій Миколайович.
5. З питань містобудування, житлово-комунального господарства, будівництва, транспорту, зв’язку та управління майном
1. Голуб Людмила Борисівна,
2. Власенко Микола Олексійович,
3. Ільяшенко Олександр Іванович,
4. Біляк Віталій Олександрович,
5. Кузьменко Олександр Федорович.